# Schwarzbach, Oberspreewald-Lausitz

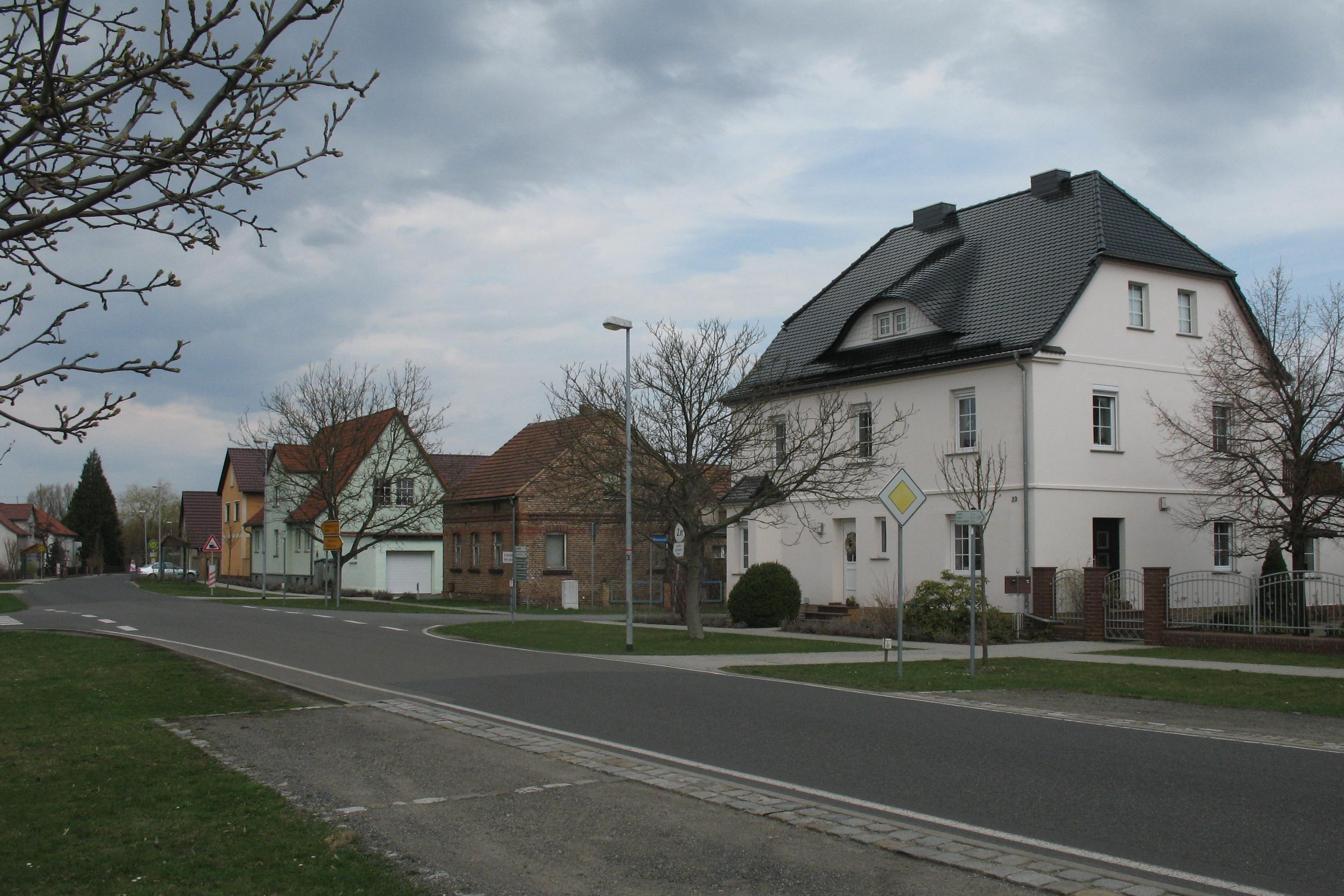
Schwarzbach

Schwarzbach là một đô thị thuộc huyện Oberspreewald-Lausitz, bang Brandenburg, Đức.